# Манучаров, Вячеслав Рафаэлевич
Вячесла́в Рафаэ́левич Мануча́ров (род. 6 октября 1981, Москва, СССР) — российский актёр театра и кино, педагог, телеведущий, режиссёр, блогер; заслуженный артист РФ (2018).

## Биография

### Ранние годы
Родился в семье директора Первой меховой фабрики города Москвы Рафаэля Георгиевича Манучарова и директора парикмахерского салона «Чародейка» Надежды Шепелевой-Копейко.
Вячеслав происходит из древнего армянского рода Манучар(ь)янц (такой изначально была фамилия предков актёра по отцовской линии), по материнской линии ведёт историю от старинного дворянского рода коренных москвичей Шепелевых, которые были в прямом родстве с Мусиными-Пушкиными. Его дед, Георгий Никитич Манучаров, являлся заслуженным агрономом РСФСР, а сестра деда, Шушаник Мкртычевна Манучарьянц, была библиотекарем В. И. Ленина.
В детский сад он не ходил, его воспитанием занималась бабушка, жена генерала; лето Вячеслав постоянно проводил на генеральских правительственных дачах: в Переделкино, Цхалтубо (Грузия) и Саулкрасты (Латвия).
Учился в школе с химическим уклоном при химфаке МГУ. Будучи школьником, начал сниматься в «Простых истинах» — первом российском молодёжном сериале. В 2003 году окончил Высшее театральное училище им. Б. В. Щукина (курс Р. Ю. Овчинникова).

### Карьера
С 2003 по 2009 год работал в Российском академическом молодёжном театре.
C 2005 года занимается педагогикой и преподает в институте имени Бориса Щукина, имеет свою постоянную мастерскую в высшей школе кино «Арка» по специальности «Актёр кино и сериалов».
В 2009 году в прокат вышел фильм «Ласковый май», где Вячеслав играет главную роль — Андрея Разина. Картина успешно прошла на территории России и стран СНГ.
С 2012 года сотрудничает с Театром эстрады имени А. И. Райкина (г. Санкт-Петербург).
С 2015 года работает в труппе театра «Русская песня».
Записал и исполняет на концертах хиты советской эстрады и песни из кинофильмов.
1 июня 2019 года исполнил роль Гоши в мюзикле «Москва! Я люблю тебя!» режиссёра А. Франдетти, приуроченного пятилетию проекта «Активный гражданин».
В 2021 году вместе с коллегами по «Большой разнице» создал на Ютубе интернет-шоу пародий «ИБОБО» и стал его генеральным продюсером (титрах он указан под инициалами В. Р. М.).
В 2023 году поставил спектакль «Неотправленные письма» на сцене «Под крышей» Театра имени Моссовета и в театре-студии МОСТ.

## Критика
Оппозиционная «Новая газета» назвала Манучарова пропагандистом.

## Личная жизнь
- Первая жена — Виктория Селивёрстова, выпускница Первого МГМУ им. И. М. Сеченова.
  - Дочь Арина (род. 12 октября 2010)[12]
- Вторая жена — Дора Надеждина, врач-педиатр, американка русского происхождения.
  - Дочь Нина (род. 31 марта 2015)[13]
  - Сын Даниил (род. 1 января 2017)[14]

## Работы

### Театр
Дипломный спектакль
- «Прекрасные люди» по пьесе И. С. Тургенева «Месяц в деревне» (реж. Павел Сафонов) — Шпигельский

Российский академический молодёжный театр
- 1989 — «Приключения Тома Сойера» М. Твен (реж. Джон Крэнни) — Джо Харпер
- 1999 — «Незнайка-путешественник» Н. Н. Носов (реж. Алексей Бородин) — Пилюлькин
- 2001 — «Лоренцаччо» А. де Мюссе (реж. Алексей Бородин) — Вентури
- 2002 — «Эраст Фандорин» по роману Б. Акунина «Азазель» (реж. Алексей Бородин) — Ахтырцев, Проводник в поезде
- 2004 — «Forever» А. Ибсен (реж. Трасс Райво) — Есси, друг жениха
- 2004 — «Вишнёвый сад» А. П. Чехов (реж. Алексей Бородин) — Гость
- 2005 — «Чисто английское привидение» Е. Ю. Нарши по новелле О. Уайльда «Кентервильское привидение» (реж. Александр Назаров) — Герцог Чеширский
- 2005 — «Повелитель мух» У. Голдинг (реж. Александр Огарев) — Саймон
- 2006 — «Самоубийца» Н. Р. Эрдман (реж. Вениамин Смехов) — Егорушка
- 2006 — «Золушка» Е. Л. Шварц (реж. Алексей Бородин) — Волшебник, Капрал
- 2008 — «Под сурдинку» (музыкально-поэтический моноспектакль)

Автономная некоммерческая организация «Театральный марафон»
- 2010 — «Коварство и любовь» Ф. Шиллер (реж. Нина Чусова) — Гофмаршал фон Кальб
- «Пигмалион» (реж. Павел Сафонов) — Фредди[15]

Театральное агентство «Арт-Партнер XXI»
- 2013 — «Сосед на неделю, не больше!» К. Мишель (реж. Валерий Гаркалин) — Поль[16]

Театр эстрады имени А. И. Райкина
- 2012 — «Мнимый больной» (реж. Нина Чусова) — Арган[17]

Театр «Русская песня»
- 2017 — «Яма» (Горизонт)
- «Калина красная» (Петька)
- «Москва и москвичи» (голос автора за кадром)

Театр Михаила Барщевского "Неформат"
Судьба по обмену

### Телевидение
- С 1 января 2008 по декабрь 2011 года являлся актёром шоу пародий «Большая разница» на Первом канале. Вячеславом были спародированы: Марат Башаров (1, 14 выпуск), Сергей Зверев (1 выпуск), Сергей Безруков (1 выпуск), Андрей Курпатов (1 выпуск), Ильдар Жандарёв (3 выпуск), Иван Ургант (6 и 11 выпуски), Вадим Галыгин (6 и 14 выпуски), Андрей Малахов (6 и 10 выпуски), Стас Костюшкин (8 и 19 выпуски), Арсен Венгер (9 выпуск), Виктор Коклюшкин (9 и 18 выпуски), Николай Цискаридзе (15 выпуск), Владислав Ветров (15 выпуск), Владислав Флярковский (15 выпуск), Хьюго Уивинг (17 выпуск), Алексей Егоров[18] (16 выпуск), Антон Савлепов (16 выпуск), Николай Гоголь (19 выпуск), Дима Билан (20 выпуск), Иван Моховиков (20 выпуск), Игорь Старыгин (21 выпуск), Дмитрий Шепелев (21 выпуск), Александр Масляков-младший (23 выпуск), Илья Олейников (Оливье-шоу 2010), Георгий Вицин (Оливье-шоу 2010), Дэниел Рэдклифф (30.05.2010), Томас Андерс (Modern Talking) (Большая Разница в Одессе 2010) и Александр Волков (43 выпуск)[19].
- С 19 сентября по 24 октября 2010 года участвовал в шоу «Лёд и пламень» на Первом канале (6 выпусков)[20]. Его партнёршей была Анна Семенович.
- С 10 января по 9 июля 2011 года вёл научно-популярный цикл «Вкус жизни» на Первом канале (16 выпусков)[21]. Его соведущей была Виктория Агапова.
- С 1 марта 2011 по 28 февраля 2013 года являлся корреспондентом программы «Хочу знать» на Первом канале[22].
- С 15 ноября 2011 года по 18 марта 2013 года вёл шоу «10 поводов влюбиться» (4 сезона, 92 выпуска) на «Муз-ТВ» и «Ю»[23]. Его соведущей в первом сезоне была Мария Кожевникова.
- С 18 февраля по 14 июля 2012 года вёл шоу «Cosmopolitan: Видеоверсия» на «Муз-ТВ»[24]. Его соведущими были Мирослава Карпович и Арина Перчик.
- Со 2 апреля по 3 мая 2012 года вёл информационно-развлекательный журнал «Богатые и знаменитые» на канале СТС (20 выпусков)[25]. Его соведущим был Андрей Разыграев.
- 1 июня 2012 года вёл X ежегодную национальную премия в области популярной музыки Муз-ТВ 2012. Его соведушими были Максим Галкин и Лера Кудрявцева.
- 10 июня 2012 года провёл ток-шоу «Премия МУЗТВ #давайдосвидания» на телеканале «Муз-ТВ».
- С 22 сентября по 20 октября 2012 года вёл шоу «Счастье! Видеоверсия» на телеканале «Ю» (5 выпусков). Его соведущей была Виктория Лопырёва.
- С 7 октября по 9 декабря 2012 года являлся членом жюри шоу «ШоумаSтгоуон» на Новом канале (10 выпусков).
- С 31 августа 2013 по 5 января 2014 года вёл музыкальное шоу «Из песни слов не выкинешь!» на канале НТВ (10 выпусков)[26].
- С сентября по декабрь 2015 года вёл на канале СТС кулинарное шоу «Кто кого на кухне»[27].
- С сентября по декабрь 2016 года участник проекта «КиношоУ» на телеканале НТВ.

### Фильмография

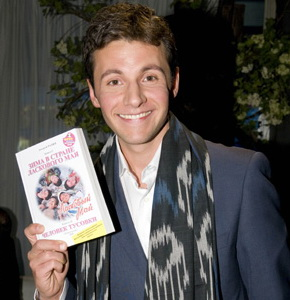
Вячеслав Манучаров на премьере фильма «Ласковый май» в октябре 2009 года

- 1999 — 2003 — Простые истины — Павел Белкин
- 2002 — Моя граница — Бормутов, рядовой
- 2002 — Русский ковчег — солдат
- 2003 — Медовый месяц — Николай
- 2003 — Чудо-парк (короткометражка)
- 2004 — Похитители книг — Розовощёкий
- 2004 — Сыщики-3 (фильм 9. «По трамвайному билету») — второй карманник
- 2005 — Адъютанты любви — Эжен Богарне
- 2005 — Аэропорт (серия 22. «Проповедник») — эпизод
- 2006 — 2008 — Закон и порядок. Преступный умысел — Рудик, патологоанатом, криминалист
- 2006 — Кодекс чести-3 (фильм 1. «Грязные деньги») — Гриша
- 2006 — Папараца — Антон
- 2007 — Смокинг по-рязански — Семён Ратько, компаньон Пахмутова
- 2007 — Папины дочки — гастарбайтер
- 2008 — Опасная связь — Игорь
- 2008 — Моя прекрасная няня (серия 149. «Утечка информации») — Олег, артист мюзикла, ухажёр Жанны Аркадьевны (149 серия)
- 2008 — Пять шагов по облакам — ведущий мероприятия
- 2009 — Ласковый май — Андрей Разин
- 2009 — Анна Каренина — Николай Щербацкий
- 2009 — Отблески — Игорь Дмитриевич Шевцов, следователь прокуратуры
- 2009 — Последний вагон
- 2010 — Глухарь в кино — Олег Петрович Зинкевич
- 2010 — Дом образцового содержания — Игорь
- 2010 — Хроники измены — Егор
- 2010 — Робинзон — Сергей Балаян
- 2010 — Бриллианты. Воровство (короткометражка) — продавец в ювелирном магазине
- 2011 — Любовь-морковь 3 — Миша
- 2011 — Моя безумная семья — Максим, бывший жених Вики
- 2013 — Страна хороших деточек — полномочный представитель
- 2014 — До свидания, мальчики — Алексей Егоров, следователь НКВД
- 2014 — Мальчики + девочки = — Плоский
- 2014 — Бегущая от любви — Виктор Панков
- 2015 — Пока нет (короткометражка)
- 2016 — Опекун — Игорь Мещеряков
- 2016 — Шоколадная фабрика — инженер
- 2017 — Чисто московские убийства — Сергей Ерохин
- 2017 — Самая светлая тьма
- 2017 — Старушки в бегах — Молоков
- 2018 — Короткие волны — любитель апельсинов
- 2018 — Декабристка — Валерий Михайлович Соболев, майор НКВД
- 2018 — Не моё собачье дело — Эдик Люкс, телезвезда
- 2019 — Пекарь и красавица — ведущий телешоу «Дотянуться до звезды»
- 2019 — Зелёный фургон — Виктор Бауэр
- 2019 — Содержанки — ведущий ток-шоу «Судя по всему»
- 2019 — Соседи 2 — Щукин
- 2020 — Убить босса — Олег
- 2020 — Идеальная семья — Константин
- 2020 — Большущая охота
- 2020 — Больше, чем любовь
- 2020 — Молодые и сильные выживут — Филин
- 2020 — Любовь и монстры — француз
- 2021 — Старушки в бегах 2 — Молоков
- 2021 — Предпоследняя инстанция — Фёдор Прохоров
- 2021 — По колено — Эдуард, режиссёр
- 2021 — Анна К — Корсунский
- 2022 — Тверская — Баринов

### «Эмпатия Манучи»
В 2018 году Манучаров открыл на YouTube пропагандистское шоу, на котором делал интервью с провластными известными людьми: блогерами, артистами и пропагандистами. В дальнейшем канал получил серебряную и золотую кнопки YouTube, на июль 2024 года канал имел 1,77 млн подписчиков. Как минимум с 2020 года проект финансировался Институтом развития интернета.
4 июля 2024 года, после включения Манучарова в санкционный список Евросоюза и последующего обращения Литовской комиссии по радио и телевидению в Google с требованием удалить аккаунты лиц, включённых в санкционные списки ЕС, видеохостинг YouTube заблокировал канал шоу.

## Признание и награды

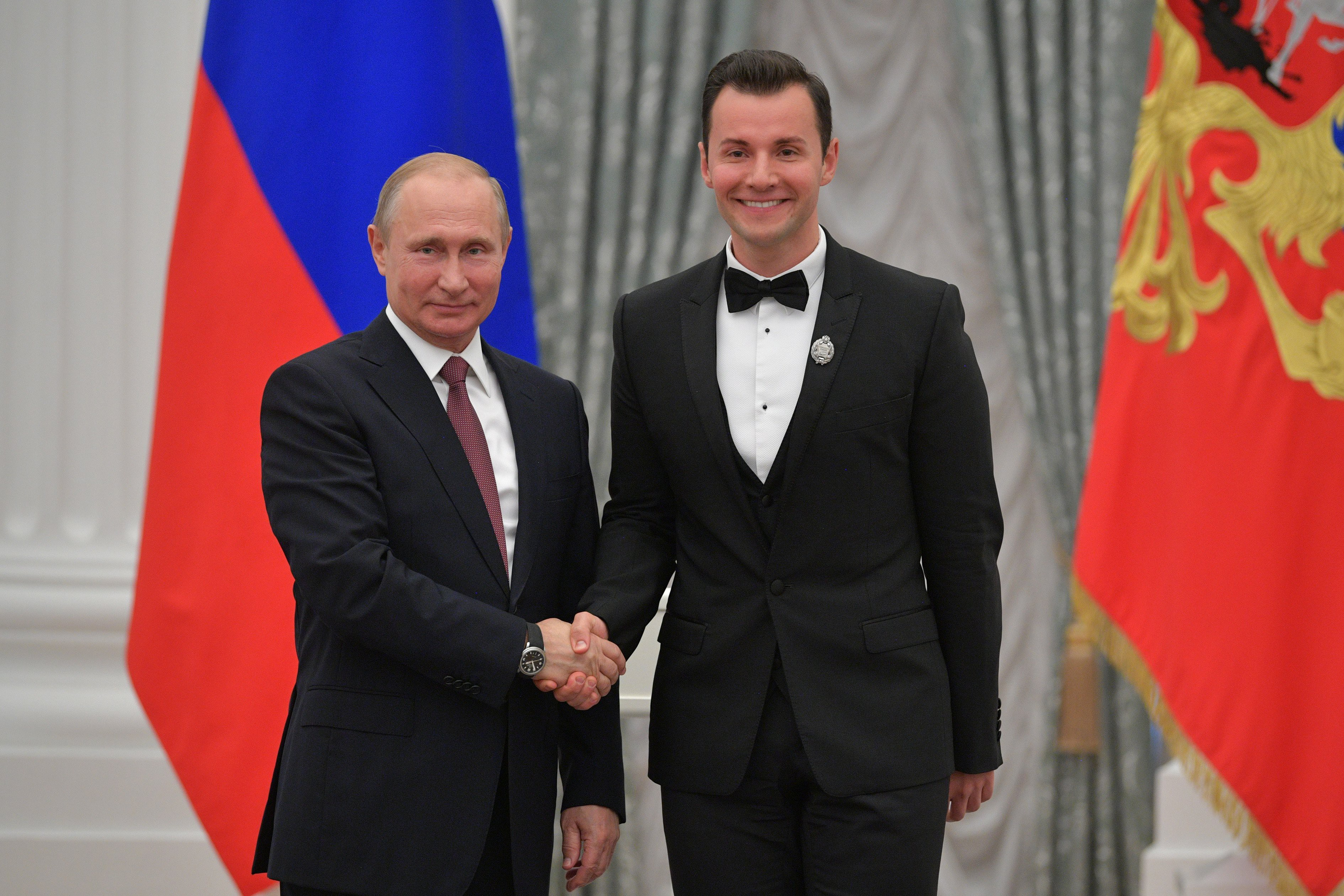
Вячеслав Манучаров на церемонии награждения в Кремле. 27 июня 2018

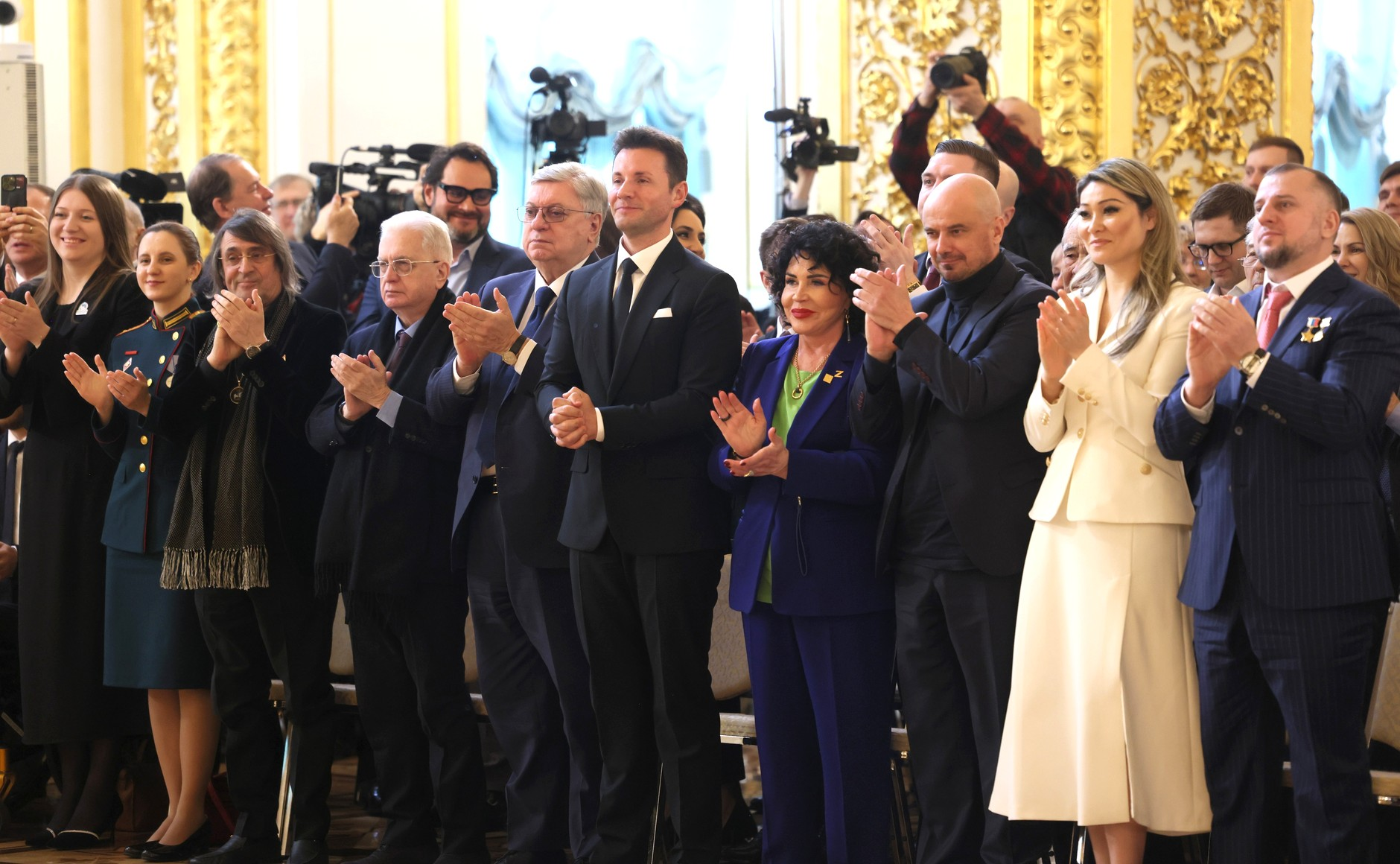
Вячеслав Манучаров приветствует Владимира Путина с другими доверенными лицами. 20 марта 2024

- 2002 — Лауреат конкурса им. А. Миронова
- 2003 — Лауреат конкурса им. Смоленского
- 2007 — Премия газеты «Московский комсомолец» «за лучшую мужскую роль второго плана в категории „Начинающие“ за роль Егорушки в спектакле „Самоубийца“»
- 2015 — Премия Fashion People Awards-2015 «Актёр года»
- 2018 — Медаль «75 лет Кемеровской области»
- 2018 — Заслуженный артист Российской Федерации (3 мая 2018) — за большой вклад в развитие отечественной культуры и искусства, многолетнюю плодотворную деятельность[1][33]
- 2021 — Лауреат Премии Рунета — «Культурные проекты в сети» (за YouTube-канал «Эмпатия Манучи»)[34]
- 2023 — Почётное звание «Почётный деятель искусств города Москвы»[35]
- 2025  — Орден «За заслуги в культуре и искусстве» (21 июля 2025) — за вклад в развитие отечественной культуры и искусства, многолетнюю плодотворную деятельность[36]

## Общественная позиция
В 2018 и 2024 годах являлся доверенным лицом кандидата в президенты России Владимира Путина.
Поддержал вторжение России на Украину, озвучив основные тезисы российской антиукраинской пропаганды.

## Санкции
19 октября 2022 года, на фоне нападения России на Украину, Манучаров внесён в санкционный список Украины так как он «поддерживает действия и политику, которые подрывают и угрожают территориальной целостности, суверенитету и независимости Украины».
17 марта 2023 года, внесён в санкционный список Латвии за «поддержку зверств, совершенных кремлёвским режимом», с запретом въезда в страну.
24 июня 2024 года, как российский пропагандист, внесён в санкционный список Европейского союза за «поддержку действий, которые подрывают территориальную целостность, суверенитет и независимость Украины»:

Вячеслав Манучаров постоянно оправдывает российскую агрессию против Украины, а его публичные заявления об Украине соответствуют риторике российских чиновников и пропагандистов… В шоу «Эмпатия Манучи» он распространяет нарративы в соответствии с кремлёвской пропагандой… Он неоднократно посещал незаконно оккупированные регионы Украины, чтобы распространять кремлёвскую пропаганду.— «Официальный журнал Европейского союза», Брюссель, 24 июня 2024 года
4 июля 2024 года YouTube заблокировал официальный канал актёра и автора шоу «Эмпатия Манучи» Вячеслава Манучарова. По данным СМИ, это произошло после обращения комиссии по радио и телевидению Литвы в Google с требованием удалить аккаунты лиц, включённых в санкционные списки ЕС. В тот же день, под блокировку попали официальные каналы певцов SHAMAN, Полины Гагариной, Олега Газманова, Юлии Чичериной и Григория Лепса.